# Щавелевая совка
Щавелевая совка (лат. Acronicta rumicis) — бабочка из семейства совок. Повреждает все плодовые, ягодные и многие овощные культуры.
Крылья бабочки тёмно-серого или светло-серого цвета, внешним видом он напоминает совке. Размах крыльев 34—40 мм.

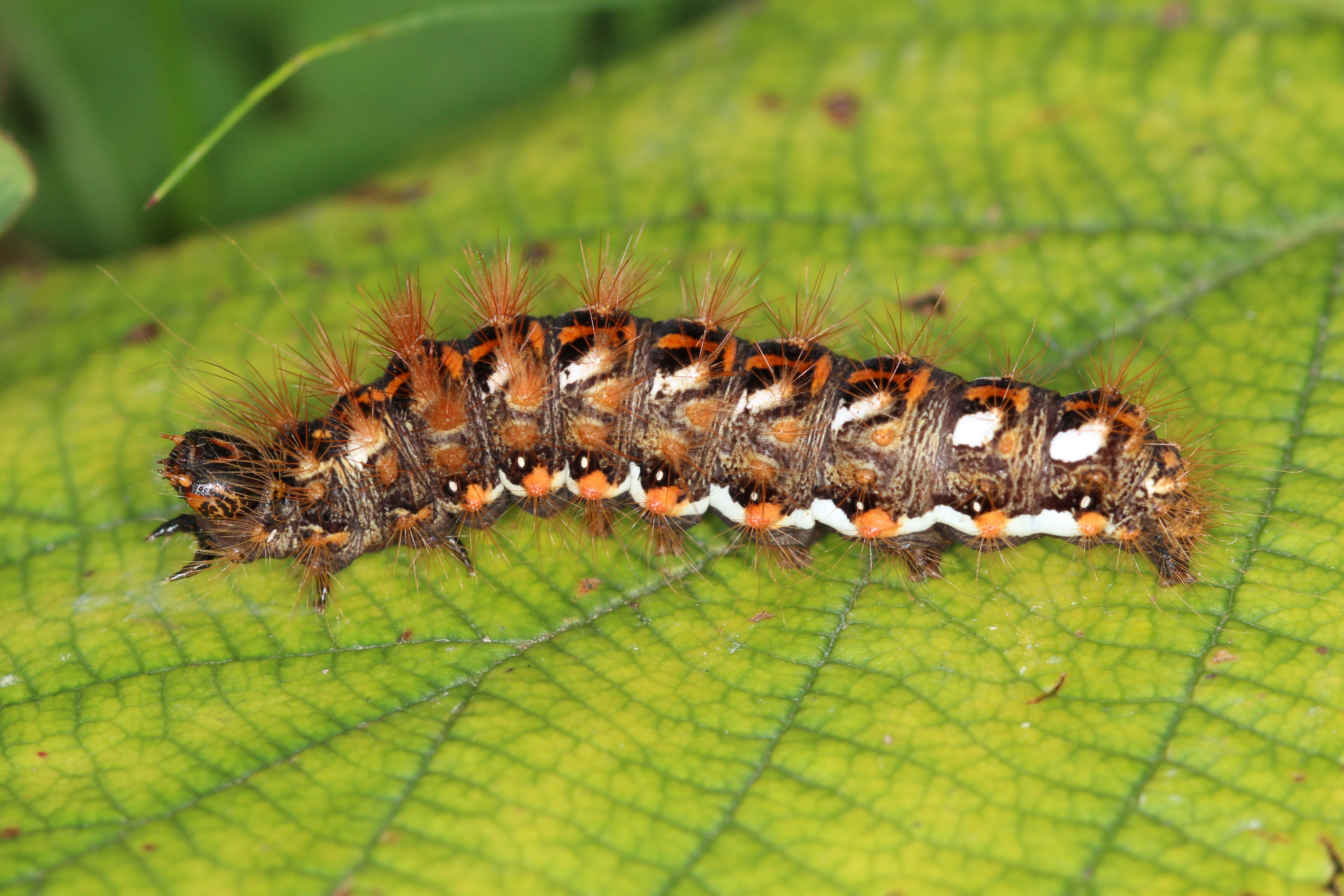
Гусеница

Гусеница длиной 38 мм, густо покрыта длинными чёрными волосками, косыми белыми и красными пятнами и полосками на теле, очень похожа на гусеницу златогузки. Куколка тёмно-бурая, в тонком паутинном сером коконе. Бабочки откладывают кучки яиц на листья. За месяц гусеница вырастает до 40 мм длиной и, прикрепившись к ветвям и стволу, плетёт кокон, внутри которого превращается в куколку. Через 12—15 дней из куколки выходит бабочка. За год развивается два поколения бабочки. Гусеницы первого поколения вредят с конца мая до июля, второго — в августе и сентябре. Значительный ущерб наносят сеянцам, питомникам и молодым садам, объедая листья плодовых деревьев, в результате чего прекращается прирост и подвой не развивается. Часто встречается на щавеле (отсюда и название).
Вид распространён почти по всей Европе, за исключением северо-западной и северной Скандинавии и севера России, встречается в Северо-Западной Африке, Малой Азии, на Ближнем Востоке, Кипре, Кавказе, на севере от Урала и Западной Сибири до Дальнего Востока. Бабочки обитают в различных биотопах и повсюду многочисленны.